# Keiji Takachi
Keiji Takachi (japanisch 髙地 系治 Takachi Keiji; * 23. April 1980 in der Präfektur Saitama) ist ein japanischer Fußballspieler.

## Karriere
Takachi erlernte das Fußballspielen in der Schulmannschaft der Omiya Higashi High School. Seinen ersten Vertrag unterschrieb er 2001 bei Tokyo Verdy. Der Verein spielte in der höchsten Liga des Landes, der J1 League. Danach spielte er bei Okinawa Kariyushi FC und FC Ryūkyū. 2005 wechselte er zum Zweitligisten Sagan Tosu. Für den Verein absolvierte er 188 Ligaspiele. 2010 wechselte er zum Ligakonkurrenten Yokohama FC. Für den Verein absolvierte er 117 Ligaspiele. 2014 wechselte er zum Ligakonkurrenten FC Gifu. Für den Verein absolvierte er 109 Ligaspiele. Danach spielte er bei Tegevajaro Miyazaki und Tochigi City FC.